# Friedersdorf (Heidesee)
Friedersdorf war bis 2003 eine eigenständige Gemeinde in Brandenburg, südöstlich von Berlin im Landkreis Dahme-Spreewald. Seit dieser Zeit ist es ein Ortsteil der Gemeinde Heidesee.

## Lage

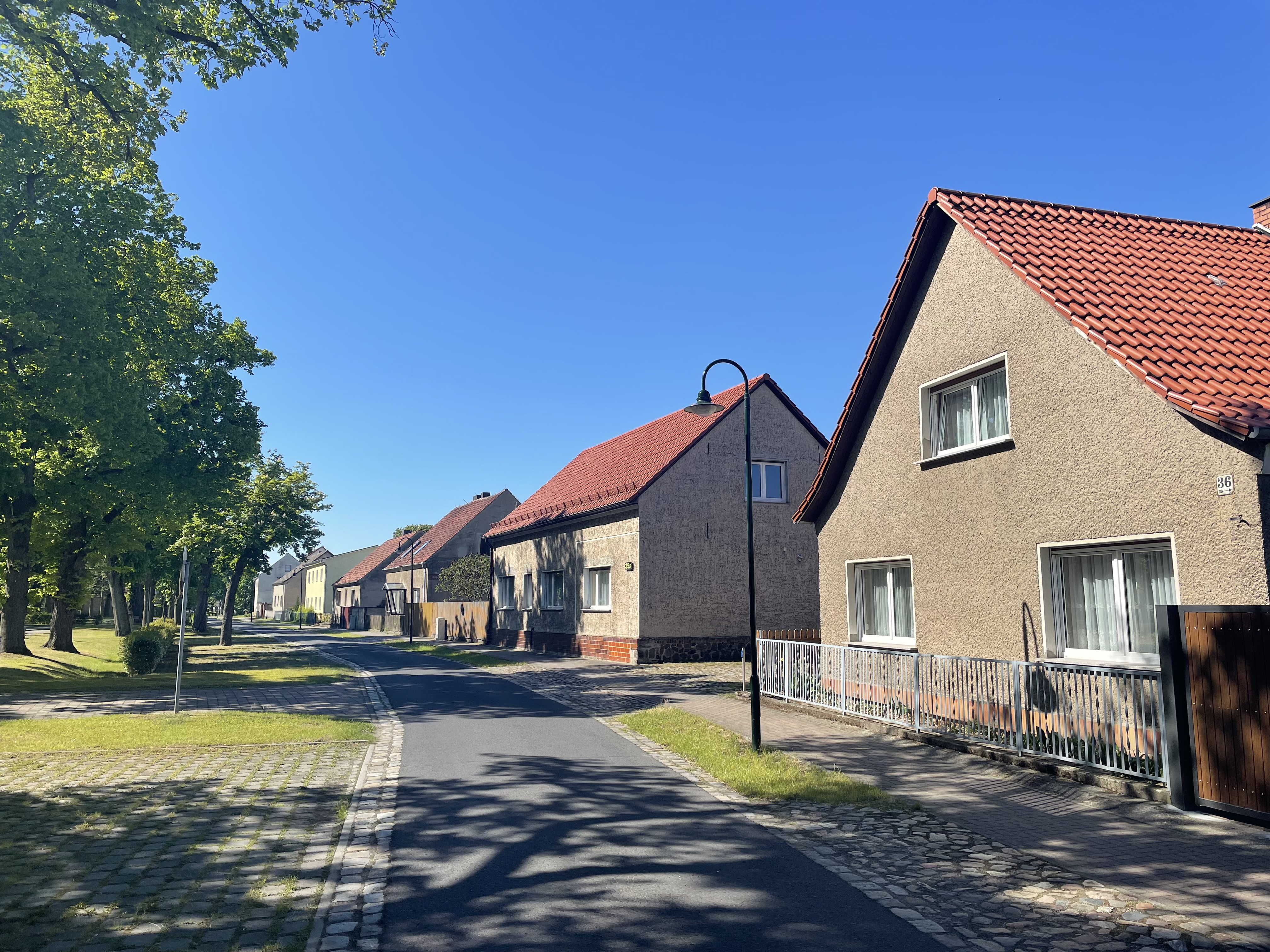
Ortsansicht

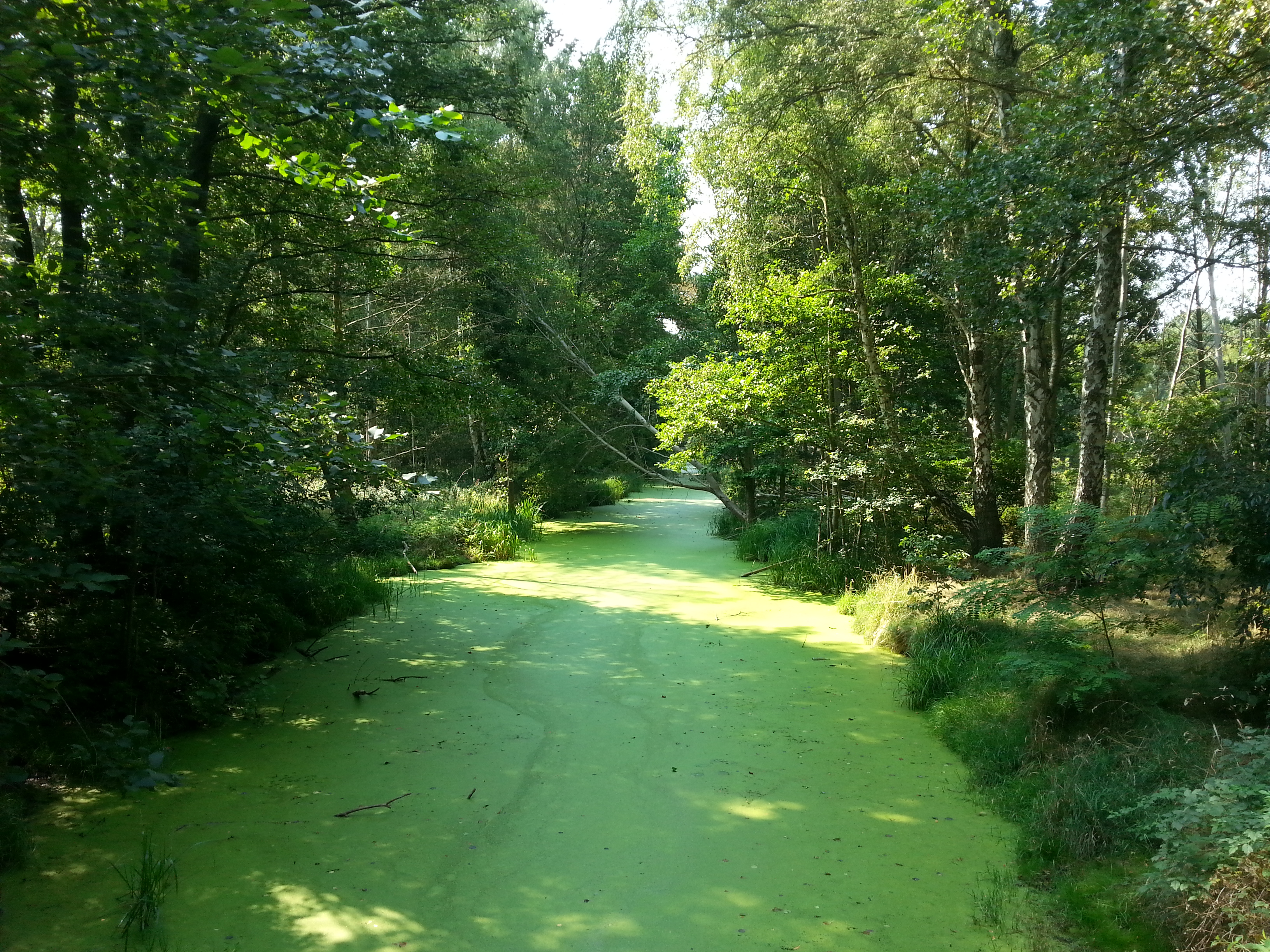
Skabyer Torfgraben

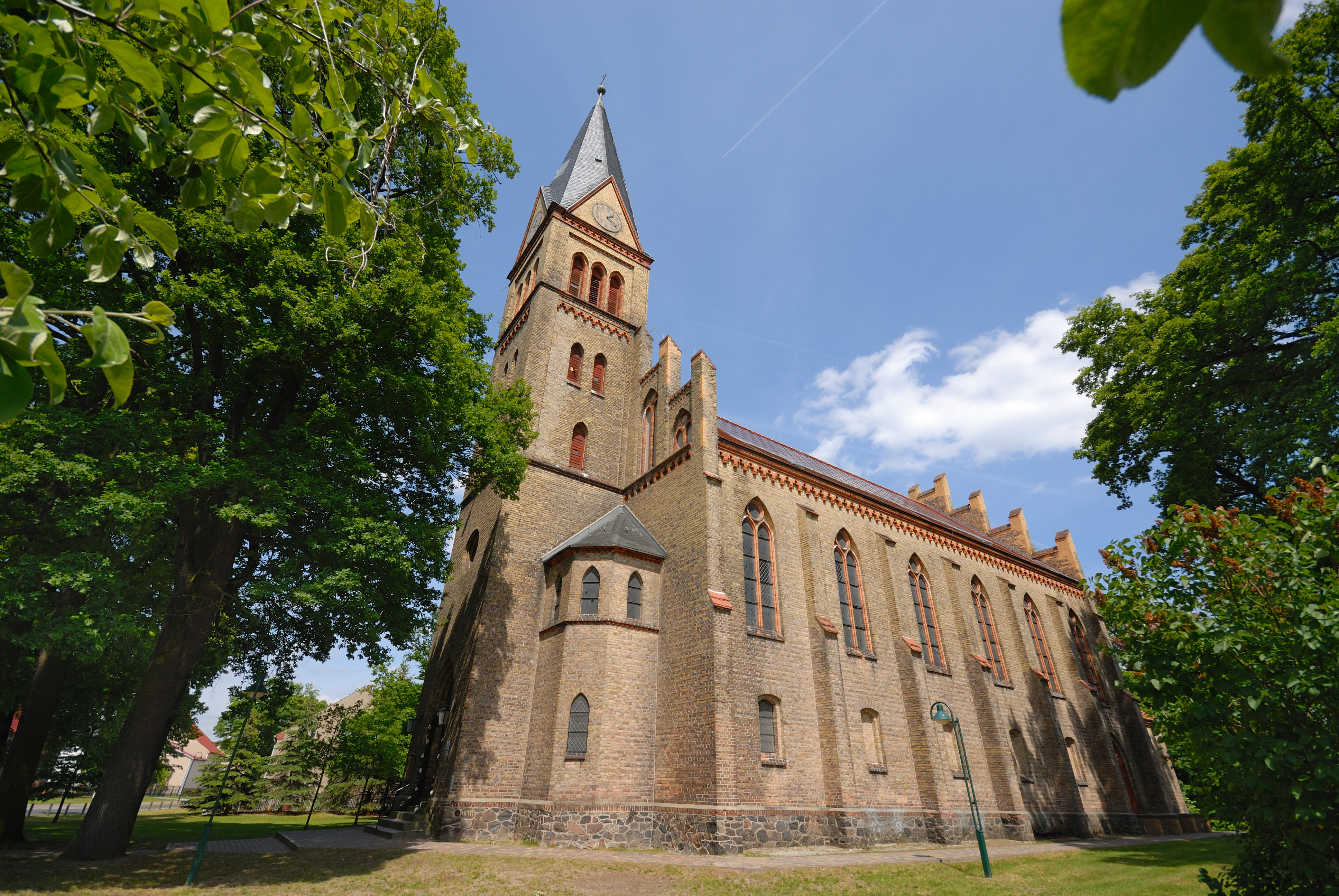
Dorfkirche Friedersdorf

Friedersdorf liegt rund 25 km südöstlich der Stadtgrenze von Berlin, etwa 15 km östlich von Königs Wusterhausen und 60 km westlich von Frankfurt (Oder). Friedersdorf liegt direkt westlich der Grenze zwischen den Landkreisen Dahme-Spreewald und Oder-Spree. In der Nähe befinden sich einige Naturschutzgebiete wie der Skabyer Torfgraben (westlich), der Storkower Kanal (südöstlich) und die Swatzke- und Skabyberge (nordöstlich). Östlich und südlich von Friedersdorf erstreckt sich der Naturpark Dahme-Heideseen. Die südöstlich gelegenen Flächen werden vorzugsweise landwirtschaftlich genutzt und durch den Kuppengraben I in die Storkower Gewässer entwässert.

## Geschichte

### 13. bis 16. Jahrhundert
Um das von Wenden bewohnte Gebiet zu germanisieren, siedelten die in Storkow (Mark) ansässigen Herren von Strehle in der 2. Hälfte des 13. Jahrhunderts Thüringer und Franken an. Sie siedelten sich an dem zu dieser Zeit einzig bekannten Weg von Storkow nach Köpenick zwischen Luch und bewaldeten Sandflächen an. Im Jahre 1346 wird Friedersdorf im Meißenschen Stiftsmatrikel als „Friedrichstorff“ erwähnt und unterstand dem Bischof von Meißen. Hierbei dürfte es sich um die erste urkundliche Erwähnung handeln. Friedersdorf gehörte neben zehn weiteren Parochien zum Aufsichtsbereich des Propstes von Storkow. Die Parochie Friedersdorf betreute mehrere Dörfer wie Blossin, Kablow und Bindow.
Das Dorf selbst befand sich im Jahr 1450 im Lehnbesitz des Amtmannes Alex von Lewinwalde aus Storkow. Im Jahr 1462 übernahmen die von Löschebrand aus Görsdorf zwei Hufen und zwei Kossäten (1463) bzw. zwei Hufen und zwei Hufner und zwei Kossäten (1492). Kurz drauf erschien ein Pechofen bei Friderschdorff (1493). Ein Jahr später, 1494, übernahm die Familie Queiß aus Görsdorf den Anteil der von Löschebrand, der sich auf zwei Hufner und zwei Gärtner belief. Sie bauten ihn bis 1518 auf vier Hufner und zwei Kossäten aus. Das Dorf bestand aus dem Lehnschulzen mit vier Hufen, 13 Zweihufnern, vier weiteren Hufnern und 24 Kossäten und war insgesamt 34 Hufen groß. Der letztgenannte Teil war vor 1518 im Hausbesitz der Herrschaft Storkow und ging zunächst an das Bistum Lebus, bis vor 1556 das Amt Storkow das gesamte Dorf besaß. Es bestand im genannten Jahr aus dem Lehnschulzen mit vier Hufen, 13 Zweihufnern (darunter ein Krüger), 23 Kossäten (22 mit je einer Hufe), einem Müller mit einer Hufe und war in Summe 32 Bauern- und 23 Kossätenhufen groß. Im Jahr 1539 besaß die Familie Queiß nur noch einen Zweihufnerhof, der ebenfalls an das Amt fiel. Offenbar stagnierte jedoch die wirtschaftliche Entwicklung: Von den 17 Bauerngütern lagen im Jahr 1576 insgesamt 11 wüst; daneben gab es 22 Kossäten. Um 1590 lebten im Dorf der Dorfschule, 16 Hufner und 25 Kossäten (zwei davon wüst, zwei gehörten dem Heidereiter, ein weiterer dem Pfarrer).

### 17. Jahrhundert
Zu Beginn des neuen Jahrhunderts war die Gemarkung 36 Bauernhufen groß. Es gab 22 Kossäten, einen Küster, einen Hirten sowie einen Schmied (1600). Bis 1624 waren zwei weitere Kossäten hinzugekommen. Im Jahr 1639 zahlten die Bewohner den Getreidezins an das Amt Storkow. Dies waren der Schulze, der Krüger, der alte Weinmeister und der neue Weinmeister sowie „ca. 23 weitere Untertanen“. Kurz darauf wurde das Dorf im Dreißigjährigen Krieg vollständig verwüstet (1641). Im Jahr 1673 hatte sich Friedersdorf immer noch nicht erholt. Es gab zwar 17 Bauernhöfe, von denen aber noch acht wüst lagen. Von den 24 Kossätenhöfen lagen fünf wüst. Der Priester bewirtschaftete drei Bauern- und drei Kossätengüter, der Heidereiter kümmerte sich um drei Bauernhöfe sowie einen Kossätenhof, der Heideläufer ebenfalls um einen Kossätenhof. Ab 1693 entstand auf der wüsten Feldmark Wenzlow sowie auf den bis jetzt von der Gemeinde genutzten wüsten Hufen ein Vorwerk mit einer Meierei. Hierfür wurden fünf wüste Bauerngüter zur Meierei gezogen. Weitere fünf wüste Bauerngüter und acht wüste Kossätengüter kamen zur Gemeinde.

### 18. Jahrhundert
Die Bewohner brachten im Jahr 1727 auf 58 Hufen insgesamt 4 Wispel Wintersaat aus. Das Amtsvorwerk hatte eine Größe von 753 Morgen (Mg) à 180 Quadratruten und bestand aus 541 Mg brauchbarem Acker, 3 Mg Garten und 209 Mg Wiese. Im Dort lebten weiterhin fünf Zweihufner (darunter der Krüger), 24 Kossäten (darunter der Schulze sowie ein Kirchenkossäte), 15 Büdner (darunter ein Schmied und ein Schneider) sowie ein Hirte und fünf Einlieger. Im Jahr 1745 wurde lediglich von fünf Bauern, 23 Kossäten, einem Forsthaus, einem Heideläufer und einem Krug berichtet. Fünf Jahre später gab es das Vorwerk mit 14 Hufen, die aus dem früheren Lehnschulzengut sowie fünf wüsten Bauerngütern entstanden war. Im Dorf lebten fünf Zweihufner sowie 24 Kossäten. Von denen besaßen zehn je eine Hufe; einer stand im Dienst der Kirche. Es gab weiterhin 25 Büdner (darunter nach wie vor den Schmied und den Schneider) sowie den Hirten. Von den acht Büdnern hatten sich vier auf den wüsten Bauerngütern angesetzt und beantragten die Zuteilung der vom Vorwerk genutzten dazugehörigen acht Hufen (1757). Im Folgejahr war das Vorwerk an die Untertanen verpachtet und aufgeteilt. Eine halbe Hufe des Vorwerks, dessen Garten und Wörden kamen in den Besitz des königlichen Försters. Dem Prediger standen im Jahr 1768 vier Hufen zu, zwei bewirtschaftete der Heidereiter, weitere 20 waren kontribual. Von den 39 Kossäten besaßen 38 je eine Hufe. Es gab weiterhin den Unterförster mit 1⁄2 Hufe sowie 17 Büdner und einen Hirten. Im Dorf wurden im Jahr 1775 insgesamt 69 Feuerstellen (= Haushalte) betrieben, davon zwei in Mehrfamilienhäusern. Außerdem gab es einen Bauern, 38 Kossäten und 32 Büdner.

### 19. Jahrhundert
Im Jahr 1801 lebten im Dorf zwei Ganzbauern, 39 Ganzkossäten, zwei Einlieger und ein Radmacher. Es gab eine Schmiede, einen Krug sowie den königlichen Ober- und Unterförster über das Friedersdorfer Forstrevier. Das Dorf war 58 Hufen groß; es gab 80 Feuerstellen. Es bestand im Jahr 1837 aus dem Dorf, Ziegelei, Torfablagegehöft, Torfmeisteretablissement mit Etablissement Stäbchen und 83 Wohnhäusern. Bis 1858 war das Dorf – ohne die Sandschäferei – auf sechs öffentliche, 107 Wohn- und 188 Wirtschaftsgebäude angewachsen, darunter eine holländische Getreidemühle. Im Forstrevier Friedersdorf gab es die Oberförsterei, den Schutzbezirk Skaby und Forsthaus Skabyluch, den Schutzbezirk Triebsch und Forsthaus Triebsch, den Schutzbezirk Dannenreich und Forsthaus Dannenreich in der Nähe des Dorfes sowie den Schutzbezirk Krummenluch und Forsthaus Krummenluch und den Schutzbezirk Burig (das Forsthaus Burig gehörte zum Dorf Neu Zittau). Das Dorf war 8491 Mg groß: 41 Mg Gehöfte, 88 Mg Gartenland, 3916 Mg Acker, 606 Mg Wiese, 642 Mg Weide und 3198 Mg Wald (mit Sandschäferei). Der Forstbezirk bestand aus 24354 Mg: 4 Mg Gehörte, 26 Mg Gartenland, 232 Mg Acker, 125 Mg Wiese und 23967 Mg Wald. Entwicklungsschübe erhielt der Ort zuerst vor allem durch die Postbeförderung. Nach dem schon 1849 ein Storkower Landbriefträger das Umland und auch Friedersdorf versorgte, erhielt Friedersdorf 1872 eine eigene Postagentur, die ihrerseits für die umliegenden Orte zuständig war, aber weiterhin dem Storkower Postwärteramt unterstand. Ab 1880 versorgte nun auch ein fahrender Landbriefträger Friedersdorf mit einer einspännigen Postkutsche. Um 1880 wurde Scaby, so die damalige Schreibweise, als kleines Gut bezeichnet.
Friedersdorf erhielt 1898 einen eigenen Bahnhof an der neueingeweihten Bahnstrecke Königs Wusterhausen–Grunow, eine eingleisige Nebenbahn der Bahnstrecke Berlin–Görlitz.

### 20. Jahrhundert

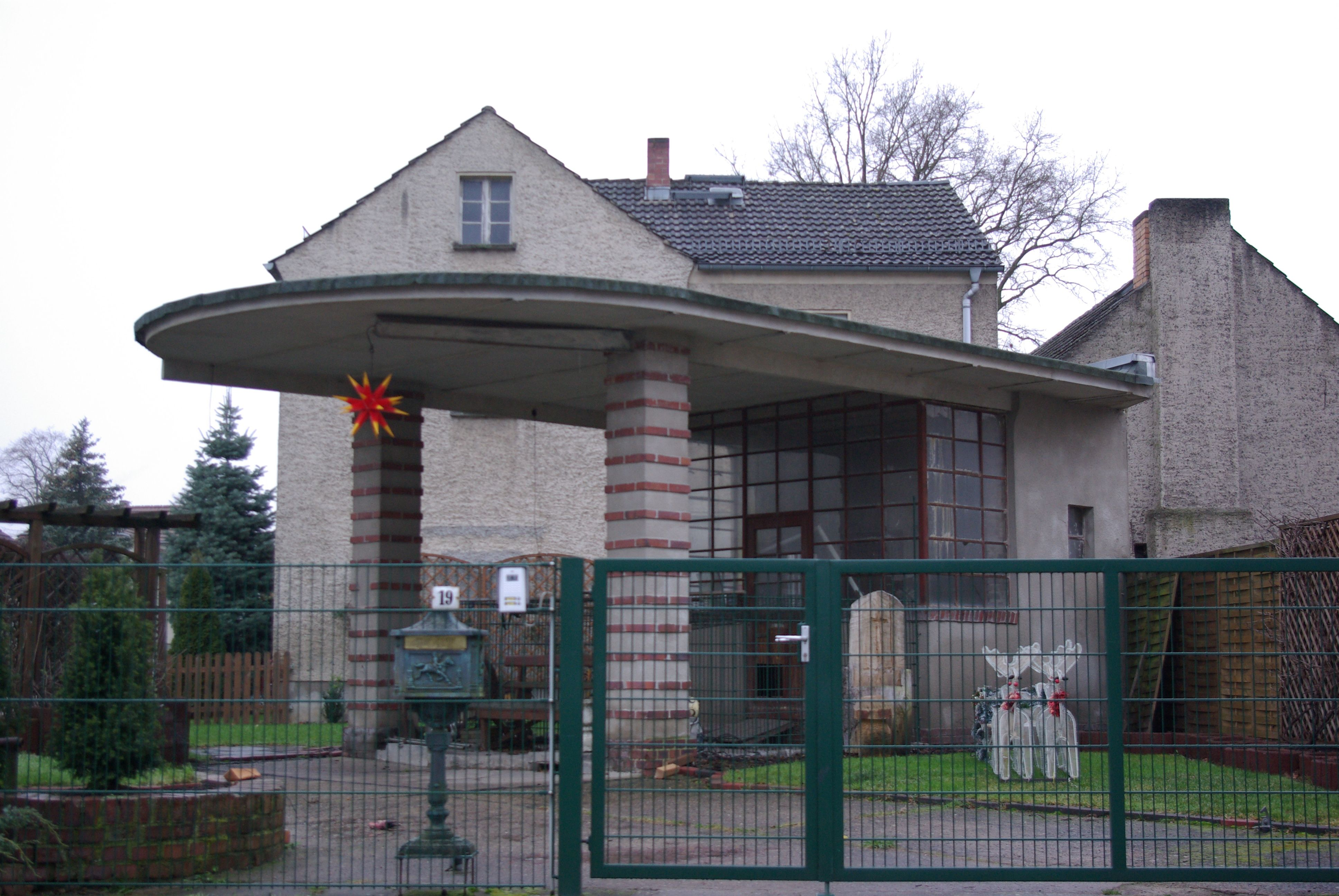
Alte Tankstelle an der Kreuzung Hauptstraße – Berliner Straße

Im Jahr 1900 war das Dorf 1864 Hektar (ha) groß, davon 741 ha Acker und Gartenland, 123 ha Wiese, 339 ha Weide und 572 ha Forst. Dort standen 166 Häuser. Der Forstbezirk war 6647 ha groß, davon 56 ha Acker und Gartenland, 27 ha Wiese, 3 ha Weide und 6401 ha Forst; hier standen acht Häuser. Kurz darauf wurden 34,6 ha des aufgelösten Gutsbezirks Wenzlow eingegliedert (1902). Im Jahre 1922 gab die Landesregierung von Berlin und Brandenburg bekannt, dass eine Neuanlage einer Apotheke in Friedersdorf vorgesehen sei. Ein Wilhelm Boehnisch aus Reichenbach erhielt 1923 die Betriebsberechtigung. Im Jahr 1928 kam der vormals juristisch eigenständige, dann per Gesetzgebung aufgelöste, Gutsbezirk Skaby zur Gemeinde, als Gemarkung; an den privatrechtlichen Besitzungen änderte sich dadurch nicht. Scaby blieb für sich genommen ein kleines Gut in privater Hand. Etwa zeitgleich wurde Scaby als formelles Rittergut betitelt, mittlerweile 230 ha groß, und gehörte Emil Georg von Stauß, dem Manager, der auch mit Burg Schlitz wenig später in Mecklenburg ein Landgut erwarb.
1931 war Friedersdorf eine Landgemeinde mit 221 Wohnhäusern und den Wohnplätzen Dudel, Bahnhof Friedersdorf, Sandschäferei, Siedlung am Flössergraben, Siedlung an der Chaussee nach Bindow, Skaby und Forsthaus Skaby. Im Jahr 1939 gab es einen land- und forstwirtschaftlichen Betrieb, der größer als 100 ha war. Weitere 22 waren zwischen 20 und 100, elf zwischen 10 und 20, 25 zwischen 5 und 10 sowie 107 zwischen 0,5 und 5 ha groß.
Nach dem Zweiten Weltkrieg wurden 79 ha Wald an elf Landarbeiter und landlose Bauern aufgeteilt (28 ha). Weitere 48,5 ha gingen an 22 landarme Bauern, 2,5 ha an einen Umsiedler. Friedersdorf bestand 1950 mit den Wohnplätzen Gut Wenzlow, Gut Dudel und Kinderheim Skaby; im Jahr 1957 mit den Wohnplätzen Gut Dudel und Skaby. Im Jahr 1955 gründete sich eine LPG Typ I, die im Folgejahr in eine LPG Typ III überging und 1959 an die LPG in Dolgenbrodt angeschlossen wurde. Eine LPG Typ I hatte im Jahr 1960 insgesamt 13 Mitglieder und 112 ha Fläche. Eine weitere LPG Typ I besaß 15 Mitglieder und 72 ha Fläche; diese wurde 1970 mit der LPG Typ III vereinigt. Die LPG Typ III hatte im Jahr 1960 insgesamt 100 Mitglieder und 648 ha Fläche. Im Jahr 1973 bestanden im Ort der Betriebsteil Friedersdorf des VEG Gräbendorf sowie der Betriebsteil Friedersdorf-Weidehof des VEG Diepensee und die LPG. Im Jahr 1978 gab es den VEB Kombinat Getreidewirtschaft-Mühlenwerke Potsdam mit der Mühle Friedersdorf, das VE Kombinat Industrielle Mast, den Baubetrieb Friedersdorf, die PGH Figaro, eine KAP, eine LPG, den Betriebsteil Friedersdorf-Weidehof des VEG Diepensee sowie den staatlichen Forstwirtschaftsbetrieb. Außerdem gab es im Ort die Oberförsterei Friedersdorf, die Revierförsterei Skaby-Friedersdorf sowie die ZBE Milchproduktion Gräbendorf-Gussow mit dem Statt Friedersdorf Gräbendorf.

### 21. Jahrhundert
Seit dem 26. Oktober 2003 bildet Friedersdorf zusammen mit Bindow, Blossin, Dannenreich, Dolgenbrodt, Gräbendorf, Gussow, Kolberg, Prieros, Streganz und Wolzig die Gemeinde Heidesee im Landkreis Dahme-Spreewald. Die Bahnstrecke Berlin–Görlitz besteht im 21. Jahrhundert und wird seit der Übernahme der Bahnstrecke Königs Wusterhausen-Beeskow durch die Ostdeutsche Eisenbahn im Dezember 2004 von der OE 36 zwischen Berlin und Frankfurt (Oder) befahren. Zum Fahrplanwechsel am 9. Dezember 2012 wurde die Linienbezeichnung zu RB 36 vereinheitlicht.

## Bevölkerungsentwicklung
| Jahr      | 1774 | 1801 | 1817                  | 1837             | 1858                       | 1895                   | 1925 | 1939 | 1946 | 1964 | 1971 | 1981 |
| Einwohner | 440  | 485  | 557 mit Sandschäferei | 680 mit Stäbchen | Dorf und Oberförsterei 754 | Dorf 1022 und Forst 47 | 1268 | 1632 | 1754 | 1495 | 1450 | 1406 |

## Sehenswürdigkeiten und Veranstaltungen
Siehe auch Liste der Baudenkmale in Heidesee, Abschnitt Friedersdorf
- Die Dorfkirche Friedersdorf ist eine neugotische Saalkirche, die in den Jahren 1878 bis 1880 nach einem Entwurf des Bauinspektors Deutschmann errichtet wurde. Die Kirchweihe fand am 10. Juni 1880 statt.
- Traditionell findet jährlich im Spätsommer ein „Erntefest“ mit einem großen Festumzug statt. Auch das jährlich durchgeführte „Country- und Truckerfest“ hat sich zu einem festen Bestandteil im Kulturleben von Friedersdorf entwickelt und ist weit über die Grenzen der Gemeinde bekannt. Sportlich ist der Ortsteil auch über seine Grenzen hinaus durch die jährlichen „Reitertage“ bekannt.

## Vereine
- Heideseer SV (Fußball, Tischtennis, Reiten, Gymnastik) ehem. SV Fortuna Friedersdorf[6]
- Heimatverein
- Karnevalsverein
- Segelflugverein
- Feuerwehrverein Friedersdorf
- Anglerverein Friedersdorf e. V.
- Reit- und Fahrverein Heidesee e. V.

## Verkehr

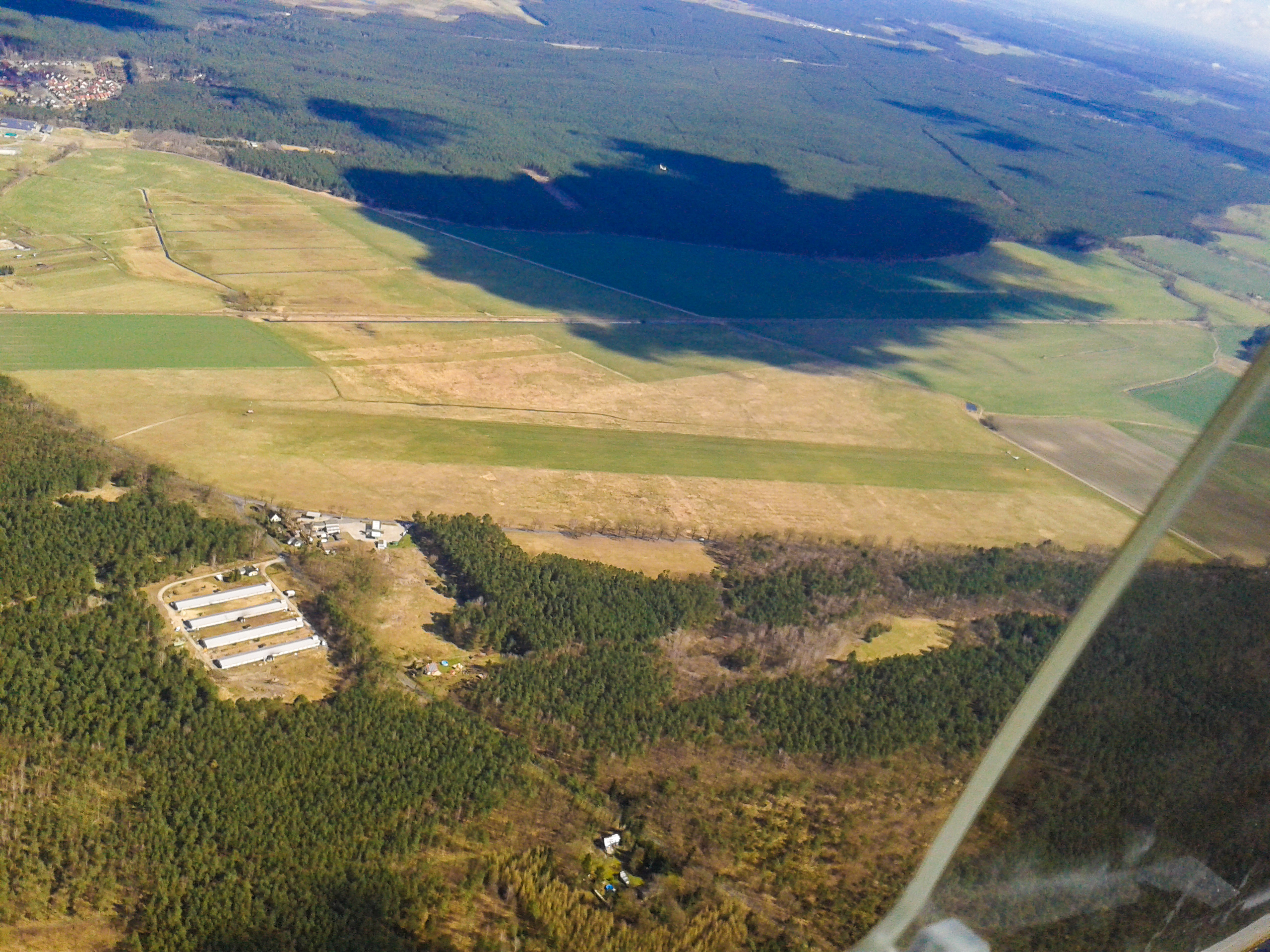
Flugplatz Friedersdorf

- Friedersdorf besitzt einen Bahnhof an der Bahnstrecke Königs Wusterhausen–Frankfurt (Oder), auf der die Linie RB 36 der Niederbarnimer Eisenbahn im Stundentakt verkehrt.
- Bundesautobahn 12, Anschlussstelle Friedersdorf, etwas östlich des Autobahndreieckes Spreeau am Berliner Ring.
- Segelflugplatz (Flugplatz Friedersdorf, ICAO-Code: EDCF), südöstlich des Flughafens Berlin Brandenburg (BER).

## Persönlichkeiten
- Handroš Tara (Andreas Thar, * um 1570; † um 1638), evangelischer Pfarrer in Friedersdorf 1609–1613
- Emil Georg von Stauß (* 1887; † 1942), Bankmanager, besaß das Forstgut Scaby

## Trivia
- In Scaby fand am 14. Januar 1923 die Hochzeit der Schauspielerin Mady Christians mit dem Juristen Sven von Müller, Sohn des Admirals Georg Alexander von Müller, statt.[7]